# Тепавац, Мирко
Мирко Тепавац (серб. Мирко Тепавац; 13 августа 1922, Земун, Королевство сербов, хорватов и словенцев — 22 августа 2014, Белград, Сербия) — югославский участник Национально-освободительной борьбы и государственный деятель, министр иностранных дел Югославии (1969—1972).

## Биография
С 1941 г. принимал участие в национально-освободительной борьбе, член Коммунистической партии Югославии (КПЮ) с 1942 г. Во время войны служил в качестве политического комиссара отряда, бригады, дивизии.
В послевоенное время был секретарем райкома КПЮ в Зренянине и Панчеве, членом провинциального комитета Коммунистической партии Воеводины, секретарем Совета по вопросам образования и культуры Народной Республики Сербии. Избирался член Центрального Комитета Коммунистической партии Сербии.
- 1955—1959 гг. — директор Радио Белграда
- 1959—1965 гг. — посол ФНРЮ в Венгрии
- 1965—1967 гг. — директор и главный редактор газеты «Политика»,
- 1966—1969 гг. — председатель Центрального комитета Союза коммунистов Воеводины,
- 1969—1972 гг. — министр иностранных дел ФНРЮ. Ушел в отставку через три дня после начала «чистки либералов» в Сербии (1972).

В 1994—1996 гг. являлся президентом Европейского движения Сербии. Был постоянным автором журнала «Республика».